# 大眼兵鯰
大眼兵鯰，為輻鰭魚綱鯰形目美鯰科的其中一種，為熱帶淡水魚。分布於南美洲法屬圭亞那Approuagua河及蘇利南蘇利南河流域，體長可達5.8公分，棲息在沙底質水流快速的溪流底層水域，生活習性不明，可做為觀賞魚。

## 扩展阅读
維基物種上的相關：大眼兵鯰